# El reino
El reino is een Spaanse film uit 2018, geregisseerd door Rodrigo Sorogoyen.

## Verhaal
Politicus Manuel López Vidal (Antonio de la Torre) leidt een perfect leven, totdat bekend wordt dat hij betrokken is bij corruptie. De media duiken erbovenop en Manuel verliest een voor een zijn politieke vrienden die betrokken waren bij de corruptie, maar nu bereid zijn hem als zondebok op te offeren. Manuel gaat het gevecht met de corruptie aan, terwijl hij wordt tegengewerkt door het systeem.

## Rolverdeling
| Acteur              | Personage          |
| ------------------- | ------------------ |
| Antonio de la Torre | Manuel López Vidal |
| Josep María Pou     | Frías              |
| Bárbara Lennie      | Amaia Marín        |
| Nacho Fresneda      | Paco               |
| Ana Wagener         | La Ceballos        |

## Ontvangst

### Recensies
Op Rotten Tomatoes geeft 83% van de 6 recensenten de film een positieve recensie, met een gemiddelde score van 7,33/10.
De Volkskrant gaf de film 4 uit 5 sterren en schreef: "Nuance is niet Sorogoyens doel: El reino is een spektakel, spannend, wrang, niet zelden theatraal of komisch absurd." NRC gaf 3 uit 5 sterren en schreef: "Wat El Reino beklemmend en intrigerend maakt is dat López-Vidal even arrogant en verrot blijkt als zijn partijgenoten."

### Prijzen en nominaties
De film werd genomineerd voor 13 Premios Goya, waarvan de film er zeven won.
| Jaar | Evenement                       | Categorie                | Genomineerde                      | Resultaat   |
| ---- | ------------------------------- | ------------------------ | --------------------------------- | ----------- |
| 2019 | Premios Goya (33ste uitreiking) | Beste film               | El reino                          | Genomineerd |
| 2019 | Premios Goya (33ste uitreiking) | Beste regisseur          | Rodrigo Sorogoyen                 | Gewonnen    |
| 2019 | Premios Goya (33ste uitreiking) | Beste acteur             | Antonio de la Torre               | Gewonnen    |
| 2019 | Premios Goya (33ste uitreiking) | Beste mannelijke bijrol  | Luis Zahera                       | Gewonnen    |
| 2019 | Premios Goya (33ste uitreiking) | Beste vrouwelijke bijrol | Ana Wagener                       | Genomineerd |
| 2019 | Premios Goya (33ste uitreiking) | Beste debuterend acteur  | Francisco Reyes                   | Genomineerd |
| 2019 | Premios Goya (33ste uitreiking) | Beste origineel scenario | Isabel Peña, Rodrigo Sorogoyen    | Gewonnen    |
| 2019 | Premios Goya (33ste uitreiking) | Beste camerawerk         | Alejandro de Pablo                | Genomineerd |
| 2019 | Premios Goya (33ste uitreiking) | Beste montage            | Alberto del Campo                 | Gewonnen    |
| 2019 | Premios Goya (33ste uitreiking) | Beste productiemanager   | Iñaki Ros                         | Genomineerd |
| 2019 | Premios Goya (33ste uitreiking) | Beste geluid             | Roberto Fernández, Alfonso Raposo | Gewonnen    |
| 2019 | Premios Goya (33ste uitreiking) | Beste speciale effecten  | Óscar Abades, Helmuth Barnert     | Genomineerd |
| 2019 | Premios Goya (33ste uitreiking) | Beste filmmuziek         | Olivier Arson                     | Gewonnen    |